# Blevins, Arkansas
Blevins là một thành phố thuộc quận Hempstead, tiểu bang Arkansas, Hoa Kỳ. Năm 2010, dân số của thành phố này là 315 người.

## Dân số
- Dân số năm 2000: 365 người.
- Dân số năm 2010: 315 người.